# Kink.com
Kink.com — американська компанія, власниця групи порнографічних сайтів, які спеціалізуються на БДСМ і сексуальному фетишизмі. Компанія заснована у 1997 році. В 2007 викупила історичну будівлю збройного арсеналу у Сан-Франциско, в якій до 2017 розміщувала приміщення продакшн-студії. Наразі Kink.com є одним з найуспішніших виробників контенту БДСМ.

## Тематика продукції
Порнографічна продукція Kink.com зосереджена на фільмах і фото на тему бондажу, сексуального домінування, постановочних катувань і зґвалтувань. Характерною рисою фільмів компанії є інтерв'ю акторів і актрис, в яких вони діляться своїми враженнями від зйомок, тим самим підтверджуючи добровільність усіх дій. Загалом сайти, що належать компанії, поділяються за напрямами гетеросексуального БДСМ/бондажу, сексуального фетишу (фут-фетиш, жіночі бої тощо), БДСМ з геями та фемдому (над чоловіками і лесбійського).

## Історія

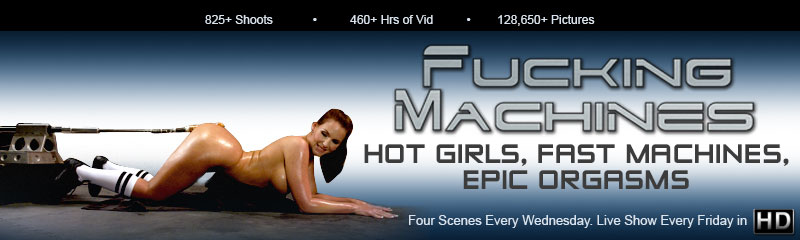
Банер сайту fuckingmachines.com, що належить Kink.com

### Заснування
Сайт Kink.com засновано громадянином Великої Британії Пітером Еквортом у 1997 році. Працюючи аспірантом в області фінансів у Колумбійському університеті, молодий Екворт зацікавився бізнесом у сфері порноіндустрії. Причиною цього послугувала прочитана ним у британському таблоїді історія про звичайного пожежника, який протягом короткого періоду завдяки порнографічному сайту заробив 250 тисяч фунтів стерлінгів. Пітер Екворт спробував повторити його успіх, і створив власний сайт під назвою Hogtied.com. Спершу Екворт не мав можливостей виробляти власну продукцію, тому Hogtied.com публікував контент, ліцензований від інших дистриб'юторів.
Робота над сайтом займала значний час, тому аспірант вирішив покинути наукову діяльність, аби працювати повний робочий день. Сайт швидко став доволі успішним, приносячи до декілька тисяч доларів на день. У 1998 році Пітер Екворт переїхав з Нью-Йорка до Сан-Франциско. Щоб залишитись на плаву і витримати конкуренцію, він почав виготовляти власний контент, спочатку на власній квартирі, потім найняв перших співробітників. У 2000 році вебпідприємець заснував інший сайт Fuckingmachines.com, слідом за ним було започатковано ще декілька додаткових сайтів, які у 2006 році отримали загальне корпоративне ім'я Kink.com.

### Придбання арсеналу Сан-Франциско

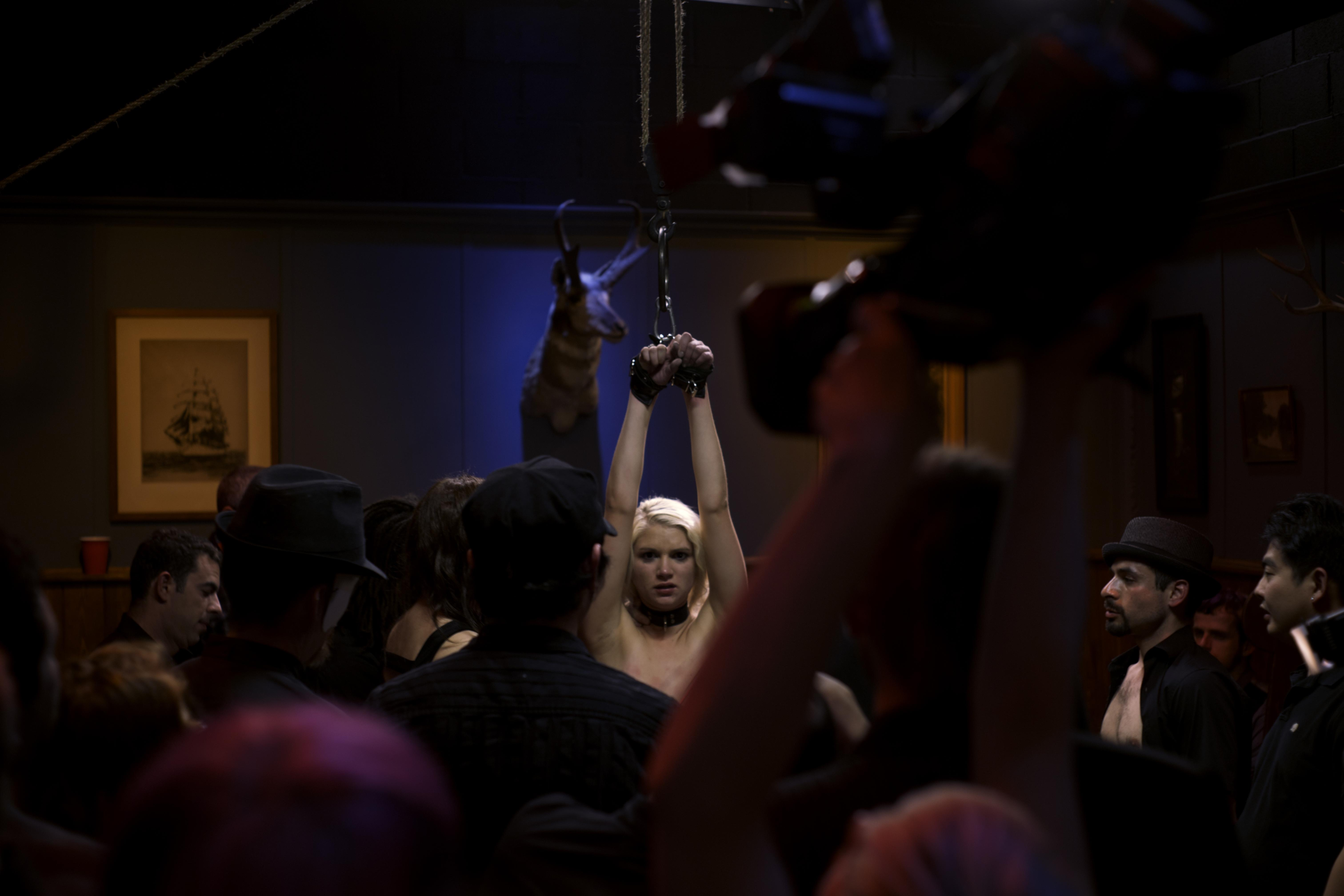
Зйомки порнографічного фільму

Наприкінці 2006 року компанія Kink.com придбала за 14,5 мільйонів доларів США будівлю збройного арсеналу у Сан-Франциско, що внесена до Національного реєстру історичних місць США. Компанія вирішила розмістити тут приміщення продакшн-студії. Однак, такий крок викликав невдоволення серед деяких мешканців міста, розчарованих рішенням перетворити пам'ятку історії на порнографічну студію. Жителі заснували громадську групу під назвою Mission Armory Community Collective, аби протидіяти керівництву компанії Kink.com використовувати арсенал за власним розсудом. На початку лютого 2007 року перед колишньою збройною палатою пройшов громадський протест.
Міський голова Сан-Франциско Гевін Ньюсом пішов на вимоги невдоволених, призначивши спеціальне засідання комісії з планування з метою перегляду використання будівлі. Слухання відбулися 8 березня 2007 року, на ньому зібрались як прихильники, так і противники компанії Kink.com. Головний противник, громадська активістка Меліса Фарлі, відома феміністичними поглядами на порнографію, порівняла продукцію компанії із зображеннями зловживань над ув'язненими в Абу-Грейб. Попри те, комісія з планування прийшло до висновку, що Kink.com не порушувала жодних положень закону чи вимог зонування земель.
Попри статус історичного місця, арсенал багато років стояв занедбаним. У ньому було заново прокладено комунікації та місцями виконано ремонт. Загальна похмурість будівлі посприяла утвердженню використовуваного в продукції компанії антуражу в'язниці.

### Після покинення арсеналу
З січня 2017 року зйомки фільмів у зброярні було припинено з міркувань заощадження коштів. Подальші зйомки відбуваються в різних інших місцях США. В будівлі зброярні влаштовувалися щоденні екскурсії, в ній діяв бар. Будівлю зброярні продали в 2018 році за $65 млн під фабрики та офіси.
У 2022 році було запущено окремий сайт KinkMen, що публікує гей-порнографію. Станом на 2023 рік Kink.com управляє 90 каналами, що доступні з її сайту. З них 27 наповнюються ексклюзивними матеріалами Kink.com. Крім порнографічних фільмів, Kink.com продає БДСМ-атрибутику, секс-іграшки.

## Нагороди
- 2009 XBIZ Award — Нагорода FSC за лідерство[19]
- 2009 XBIZ Award — Оригінальний вебвміст[19]
- 2011 AVN Award — Найкращий альтернативний вебсайт[20]
- 2014 AVN Award — Найкращий альтернативний вебсайт[21]
- 2014 AVN Award — Найкраща вебпрем'єра — «Public Disgrace 31515»[21]
- 2014 XBIZ Award — Спеціальний сайт року[22]
- 2014 XBIZ Award — БДСМ-сайт року (DivineBitches.com)[22]
- 2015 XBIZ Award — Сайт року для дорослих — БДСМ[23]
- 2015 CyberSocket Web Award — Найкращий «жорсткий»/фетишистський сайт (KinkMen.com)[24]
- 2016 XBIZ Award — Сайт року для дорослих — БДСМ[25]
- 2016 CyberSocket Web Award — Найкращий «жорсткий»/фетишистський сайт (KinkMen.com)[26]
- 2016 TEA Award — Найкраща сцена (Ясмін Лі та Лукас Найт на сайті TS Seduction)[27]
- 2016 AVN Award — Найкращий альтернативний вебсайт[28]
- 2017 AVN Award — Найкращий БДСМ-фільм — «Deception: A XXX Thriller»[29]
- 2017 AVN Award — Найкращий альтернативний вебсайт[29]
- 2017 XBIZ Award — Сайт року для дорослих — БДСМ[30]
- 2017 TEA Award — Найкраща сцена (Обрі Кейт, Вілл Гавок і Фінікс Мері на TS Seduction)[31]
- 2017 StorErotica Award — Фетиш-компанія року (Kink від Дока Джонсона)[32]
- 2017 Adultex Award — Найкращий набір фетишистських/альтерантивних продуктів (Kink від Дока Джонсона)[33]
- 2018 XBIZ Award — БДСМ-сайт року[34]
- 2018 XBIZ Award — Найкраща прем'єра року («Whipped Ass 21: Masochistic MILFs»)[34]
- 2018 XBIZ Award — Фестишистський продукт/серія року (Kink від Дока Джонсона)[34]
- 2018 StorErotica Award — БДСМ-продукт року (Power Banger Sex Machine, Kink від Дока Джонсона)[35]
- 2018 CyberSocket Web Award — Найкращий «жорсткий»/фетишистський сайт (KinkMen)[36]
- 2018 NightMoves Award — Найкраща фетишистська/табу/особлива прем'єра («Hardcore Gangbang Parodies #3»)

## Вплив
У 2013 році про компанію було знято документальний фільм.